# 红钢城街道
红钢城街道，是中华人民共和国湖北省武汉市青山区下辖的一个乡镇级行政单位。约在1910年间有三户姓蒋的农民迁来此地搭棚子开荒种地。因此曾一直以蒋家墩相称。解放初期属武汉市郊区解放乡平原村，地处荒野，人烟稀少，居民习惯称为荒五里。1957年5月设立蒋家墩办事处。1957年青山区办公机关从青山镇迁驻此地。1965年7月，蒋家墩街分为和平、冶金（现为新沟桥街道）两个街道办事处。1966年8月，因考虑辖区地处青山区的政治经济文化中心，为反映新兴的钢铁工业的特点，将和平街道更名为红钢城街道。
2022年8月3日，将冶金街道沿港路以东，建设十路以西，武九铁路以南，冶金大道以北的楠姆社区部分区域划入红钢城街道三街社区。调整后红钢城街道范围：东以江心泵站、楠姆河、武九铁路、建设十路中心线与青山镇街道、工人村街道相邻，南以冶金大道中心线冶金街道相接，西以建设七路、武九铁路、沿港路中心线与新沟桥街道相邻，北临长江。

## 行政区划
红钢城街道下辖以下地区：
临江港湾社区、	二街社区、三街社区、和悦社区、六街社区、和畅社区、青扬社区、十九街社区。